# Лахув (Свентокшиське воєводство)
Лахув (пол. Łachów) — село в Польщі, у гміні Влощова Влощовського повіту Свентокшиського воєводства.
Населення — 597 осіб (2011).
У 1975-1998 роках село належало до Келецького воєводства.

## Демографія
Демографічна структура на день 31 березня 2011 року:
|          | Загалом | Допрацездатний вік | Працездатний вік | Постпрацездатний вік |
| -------- | ------- | ------------------ | ---------------- | -------------------- |
| Чоловіки | 290     | 52                 | 196              | 42                   |
| Жінки    | 307     | 59                 | 177              | 71                   |
| Разом    | 597     | 111                | 373              | 113                  |